# Вимірний простір
Вимірний простір використовується в математиці, зокрема в теорії міри, теорії імовірності.
Це пара об'єктів {\displaystyle (\Omega ,{\mathcal {F}})}, де {\displaystyle \displaystyle \Omega } простір елементарних подій, або просто елементарний простір, а {\displaystyle {\mathcal {F}}} — σ-алгебра елементарних подій задана на {\displaystyle \displaystyle \Omega }, або просто {\displaystyle \sigma } -алгебра задана на {\displaystyle \displaystyle \Omega }.
Вимірний простір служить базою для утворення імовірнісного простору, останній утворюється заданням на вимірному просторі імовірнісної міри {\displaystyle P}. Задання вимірного простору є одним кроком в межах аксіоматичного підходу до теорії імовірності запропонованого Андрієм Миколайовичем Колмогоровим. Аксіоматичний підхід в теорії імовірностей найбільш продуктивний, в сенсі що в рамках цього підходу найлегше можна формулювати і доводити результати, легко пристосовувати теорію імовірностей до потреб інших наук, наприклад, фізики, фінансів тощо.
Елементи {\displaystyle \displaystyle \Omega } називаються простими або елементарними подіями, а підмножини просто подіями. {\displaystyle \sigma }-алгебра {\displaystyle {\mathcal {F}}} складається з підмножин {\displaystyle \displaystyle \Omega }.
Подія {\displaystyle A\subset \Omega } називається вимірною, якщо {\displaystyle A\subset {\mathcal {F}}}

## Приклади
1. Тривіальним вимірним простором є простір {\displaystyle (\Omega ,(\emptyset ,\Omega ))}. Тобто {\displaystyle \sigma }-алгебра в даному випадку складається з двох елементів: порожньої множини і простору елементарних подій.
2. Нехай маємо монету. Підкидання монети передбачає дві елементарні події: Г — випадання герба і Ч — випадання числа. Тобто маємо простір елементарних подій {\displaystyle \displaystyle \Omega =(}Г, Ч{\displaystyle \displaystyle )}, і розглянемо {\displaystyle \sigma }-алгебру всіх підмножин {\displaystyle \displaystyle \Omega }, {\displaystyle {\mathcal {F}}=\{\emptyset ,\Omega ,} Г, Ч{\displaystyle \displaystyle \}=\{\emptyset ,\{}Г, Ч {\displaystyle \displaystyle \},} Г, Ч{\displaystyle \displaystyle \}}